# Miamitown (Ohio)
Miamitown es un lugar designado por el censo ubicado en el condado de Hamilton en el estado estadounidense de Ohio. En el Censo de 2010 tenía una población de 1259 habitantes y una densidad poblacional de 355,6 personas por km².

## Geografía
Miamitown se encuentra ubicado en las coordenadas 39°12′50″N 84°42′48″O / 39.21389, -84.71333. Según la Oficina del Censo de los Estados Unidos, Miamitown tiene una superficie total de 3.54 km², de la cual 3.48 km² corresponden a tierra firme y (1.76%) 0.06 km² es agua.

## Demografía
Según el censo de 2010, había 1259 personas residiendo en Miamitown. La densidad de población era de 355,6 hab./km². De los 1259 habitantes, Miamitown estaba compuesto por el 96.35% blancos, el 0.48% eran afroamericanos, el 0.16% eran amerindios, el 0% eran asiáticos, el 0% eran isleños del Pacífico, el 1.27% eran de otras razas y el 1.75% pertenecían a dos o más razas. Del total de la población el 3.34% eran hispanos o latinos de cualquier raza.